# Герб Віли-Верде
Ге́рб Ві́ли-Ве́рде — офіційний символ містечка Віла-Верде, Португалія. Використовується як територіальний герб. У срібному щиті червоне жорно. Обабіч нього два кущі винограду із зеленим листям, чорним стовбуром і лозами. З кущів звисають два пурпурні виноградні грона. Внизу щита синя хвиляста смуга. Щит увінчує срібна мурована містечкова корона з чотирма вежами.  Під щитом біла стрічка, на якій великими літерами напис португальською: «Vila Verde» (Віла-Верде).  Офіційно затверджений 25 серпня 1936 року.  Виноград і жорно символізують землеробство краю.

## Галерея

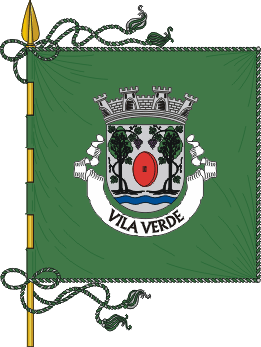
Прапор
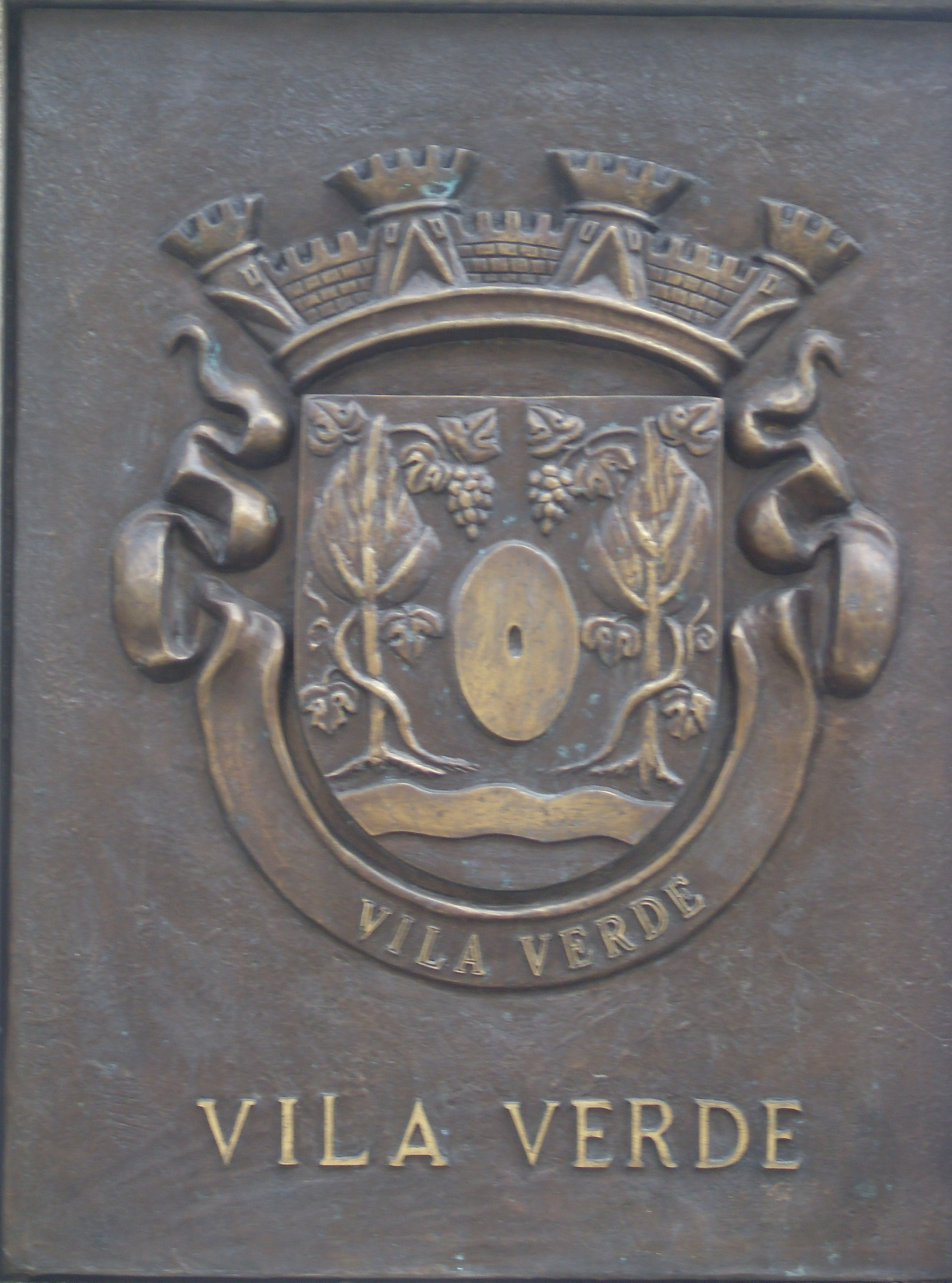
Герб (2001)